# Poeciloterpa rufolimbata
Poeciloterpa rufolimbata är en insektsart som beskrevs av Schmidt 1927. Poeciloterpa rufolimbata ingår i släktet Poeciloterpa och familjen spottstritar. Inga underarter finns listade i Catalogue of Life.